# Svarttjärnen (Selångers socken, Medelpad)
Svarttjärnen är en sjö i Sundsvalls kommun i Medelpad och ingår i Selångersåns huvudavrinningsområde. Sjön har en area på 0,0484 kvadratkilometer och ligger 155,4 meter över havet. Sjön avvattnas av vattendraget Kolstabäcken.

## Delavrinningsområde
Svarttjärnen ingår i det delavrinningsområde (692181-157128) som SMHI kallar för Ovan Robäcken. Medelhöjden är 155 meter över havet och ytan är 19,45 kvadratkilometer. Det finns inga avrinningsområden uppströms utan avrinningsområdet är högsta punkten. Kolstabäcken som avvattnar avrinningsområdet har biflödesordning 2, vilket innebär att vattnet flödar genom totalt 2 vattendrag innan det når havet efter 7,3 kilometer. Avrinningsområdet består mestadels av skog (81 procent). Avrinningsområdet har 0,18 kvadratkilometer vattenytor vilket ger det en sjöprocent på 0,9 procent.